# ドラゴン×ドラゴン
「ドラゴン×ドラゴン」は、グラフィックリサーチまたはシークスが開発しジー・モードが発売したRPGシリーズ。『ドラゴン×ドラゴン』『ドラゴン×ドラゴン2』『ドラゴン×ドラゴン TAPESTRY』『ドラゴン×ドラゴン3』の4作品が発売されている。
作品ごとに主人公や舞台となる時代は異なるが、竜使いの主人公が飼い竜を育成しながら戦いを進めていくという構成は共通している。
竜が登場するジー・モードの別作品とともに「ドラゴンシリーズ」と紹介されることがあるが、関連性は明示されていない。

## ドラゴン×ドラゴン
『ドラゴン×ドラゴン』は、EZアプリ (Java)版、Javaアプリ版、iアプリ版がそれぞれ2003年2月1日、同年3月3日、同年7月18日に発売され、その後、グラフィックとサウンドを強化したバージョンとして、『ドラゴン×ドラゴンDX』がJavaアプリ向けとして2003年3月12日に発売、『ドラゴン×ドラゴン 完全版』のEZアプリJava版、Vアプリ（旧Javaアプリ）版、iアプリ版、EZアプリBREW版がそれぞれ2004年5月15日、同年8月2日、同年10月25日、2005年6月2日に発売された。また、ジー・モードのフィーチャーフォン用ゲーム移植プロジェクト「G-MODEアーカイブス」の第44弾ソフトとして「完全版」が移植され、『DRAGON×DRAGON』のタイトルで2023年3月8日にNintendo Switch版が発売された。
竜使いの少年ウィローと竜のケルメスが薬剤師見習いの少女ナリンの力を借りながら成長を重ね、世界に混乱をもたらす暗黒竜ジェネシスを打倒して平和の象徴の花「ピュアブローム」を取り戻すことを目指すという物語が展開される。
拠点から向かうことになる各種ダンジョンの階層は一部を除き構造が毎回変化する。ダンジョン内にはケルメスの基礎ステータス上昇や属性（水・雷・炎）の変化に用いる「秘薬」の材料となるキノコがあり、深部に行くほど効果の大きいキノコが手に入る。ダンジョンの一部の階段には封印が施されており、他のダンジョンや拠点イベントで入手する特定の「キーアイテム」を使用することで先に進めるようになる。なお、ケルメスは戦闘で敵を倒して得られる経験値が一定値に達することでレベルアップするが、メニューコマンドから帰還を選んだり戦闘に敗北したりすると拠点へ帰還しレベルが1に戻る。この時、レベルアップで上昇したステータスは元に戻るが、秘薬で上昇させた基礎ステータスは据え置かれる。
戦闘では、ケルメスが通常攻撃や魔法アイテム「宝玉」を用いた攻撃を行う。初期バージョンではこれに加えて「力をためる」というコマンドがあり、最大4回まで力を溜めてその分強力な攻撃を繰り出すことができた。「完全版」では「力をためる」が廃止され、代わりに、「賢さ」のステータス上昇によって新規の技を習得し合計3種類の通常攻撃が可能となった。また、ケルメスを前衛または後衛に移動させ攻撃や防御の補正をかける要素が追加された。
初期バージョンでは、当時のフィーチャーフォンにおける容量不足の関係から当初ゲーム内に含める計画だったキャラクターの顔グラフィックのウィンドウ、BGM、スタッフロールがカットされたが、「DX」以降のバージョンには含まれている。

## ドラゴン×ドラゴン2
『ドラゴン×ドラゴン2』は、EZアプリ (Java)版、Javaアプリ版（『ドラゴン×ドラゴン2 DX』名義）、Vアプリ版がそれぞれ2003年8月1日、同年9月1日、2004年1月14日に前編・後編に分けて発売され、その後、前編・後編を一つにまとめ追加要素を入れた『ドラゴン×ドラゴン2 完全版』のEZアプリ (Java)版、Vアプリ版、iアプリ版、EZアプリBREW版がそれぞれ2004年9月1日、同年12月1日、2005年1月31日、2006年7月20日に発売された。また、「G-MODEアーカイブス」の第48弾ソフトとして「完全版」が移植され、『DRAGON×DRAGON2』のタイトルでNintendo Switch版が2023年7月13日に発売された。
前作から20年後が舞台で、前作のウィローとナリンの間に生まれた15歳の娘アデクが主人公。行方不明になった父ウィローと飼い竜のケルメスを捜すべく、アデクは竜のリリィとともに遺跡へ向かう。
前述のように初期バージョンはアプリが前編・後編に分かれており、パスワードでデータの引き継ぎを行う。
本作からの新規要素として、秘薬の調合時にたまるポイントをアイテムと引き換える要素やリリィに属性付きアクセサリーを装備させる要素などが追加された。また「完全版」では、新規のシナリオやアデクにアイテムを提供する味方キャラクター、敵キャラクター、ダンジョンの追加などが行われている。

## ドラゴン×ドラゴン TAPESTRY
『ドラゴン×ドラゴン TAPESTRY』は、Javaアプリ版とEZアプリ (Java)版がそれぞれ2003年9月30日と同年12月11日に発売された。また発売後に追加ステージが2種類制作され、Vアプリ（旧Javaアプリ）版が2003年11月4日と同年12月1日に、EZアプリ (Java)版が2004年1月21日と同年2月19日に発売、そして同年6月29日には本編と追加ステージ2種類をそれぞれ単体のアプリ（第一章「竜使い」、第二章「3匹の暴竜」、第三章「癒しの種」）としたEZアプリ (Java)版が発売された。さらに、これら3つの単体アプリを全て含んだバージョンとして、iアプリ版が2005年3月31日に、EZアプリBREW版が2007年2月8日に発売された。
物語は1作目『ドラゴン×ドラゴン』よりも前の時代が舞台で、竜使いの少女サフィアが主人公。平和を象徴する花「ピュアブローム」の起源や竜使いが世界に存在する背景が明らかになる。
本作のジャンルは、シリーズ他作品のようなRPGではなくシミュレーションRPGになっている。盤上の竜を動かしていき、相手の竜使いを倒すことを目指す。
ジー・モードが2004年に発売したゲームアプリ『天使のしごと。DX』の中でサフィアがゲストキャラクターとして登場している。

## ドラゴン×ドラゴン3
『ドラゴン×ドラゴン3』は、EZアプリ (Java)版、Vアプリ版、iアプリ版、EZアプリBREW版がそれぞれ2005年1月1日、同年4月1日、同年5月9日、2006年8月10日に発売された。発売前のジー・モードのニュースリリースでは、本作について「集大成」「完結版」「最終章」と銘打っている。
『ドラゴン×ドラゴン2』から16年後が舞台で、王の突然の死による後継者争いで世界が混沌状態となり、前作主人公のアデクは「平和の破壊者」として追われる身となっている。こうした中、主人公ピルロはアデクと出会い、竜使いとして冒険する。
本作からの新要素として、敵の精霊から入手する「コア」が追加された。これの使用により、道中で竜の属性を変化させたり、魔法アイテム「宝玉」のように戦闘時の特殊攻撃を発動させたりできる。